# NLL sezon 1999
Sezon ten rozpoczął się 26 grudnia 1998 roku, a zakończył 23 kwietnia 1999 roku. W tym sezonie zespół Ontario Raiders przeprowadził się i zmienił nazwę na Toronto Rock. W tym sezonie podczas meczu All Star Game drużyna Kanady pokonała drużynę Stanów Zjednoczonych 25-24. Był to trzynasty sezon zawodowej ligi lacrosse (licząc sezony EPBLL i MILL). Mistrzem sezonu została drużyna Toronto Rock.

## Wyniki sezonu
W – Wygrane, P – Przegrane, PRC – Liczba wygranych meczów w procentach, GZ – Gole zdobyte, GS – Gole stracone
| Kwalifikacja do playoffs |

| Drużyna               | W | P | PRC   | GZ  | GS  |
| --------------------- | - | - | ----- | --- | --- |
| Toronto Rock          | 9 | 3 | 0.750 | 157 | 139 |
| Baltimore Thunder     | 8 | 4 | 0.667 | 211 | 175 |
| Rochester Knighthawks | 8 | 4 | 0.667 | 169 | 160 |
| Philadelphia Wings    | 5 | 7 | 0.417 | 153 | 153 |
| New York Saints       | 5 | 7 | 0.417 | 149 | 156 |
| Buffalo Bandits       | 4 | 8 | 0.333 | 158 | 177 |
| Syracuse Smash        | 3 | 9 | 0.250 | 161 | 198 |

### Playoffs
- Philadelphia Wings 2 – Toronto Rock 13
- Rochester Knighthawks 14 – Baltimore Thunder 12

### Finał
- Rochester Knighthawks 10 – Toronto Rock 13

## Nagrody
| Nagroda                        | Zwycięzca     | Drużyna           |
| ------------------------------ | ------------- | ----------------- |
| MVP sezonu                     | Gary Gait     | Baltimore Thunder |
| Najlepszy debiutant sezonu     | Jesse Hubbard | Baltimore Thunder |
| MVP meczu finałowego           | Colin Doyle   | Toronto Rock      |
| Najlepszy strzelec (50 bramek) | Gary Gait     | Baltimore Thunder |